# Хайнрих VI фон Глайхен-Tona
Хайнрих VI фон Глайхен-Tona (на немски: Heinrich VI von Gleichen-Tonna; * пр. 1343; † 1378 или сл. 6 януари 1379) е граф на Глайхен-Тона.

## Произход
Той е син на граф Херман III фон Глайхен (IV) († 1345) и съпругата му София фон Хонщай († 1343), дъщеря на граф Дитрих II фон Хонщайн-Клетенберг († 1309) и принцеса София фон Анхалт-Бернбург († 1330). Брат е на Ернст VI фон Глайхен († 1394/1395) и на Доротея фон Глайхен († 1385), омъжена за граф Гюнтер IV фон Барби-Мюлинген/II († 1404)).

## Фамилия
Хайнрих VI фон Глайхен-Tona се жени за Юта фон Кверфурт († сл. 31 октомври 1370), дъщеря на Бруно III фон Кверфурт († 1367) и Мехтилд фон Барби-Мюлинген (* ок. 1278). Те имат децата:
- Хайнрих VII фон Глайхен-Хаймбург († сл. 12 март 1415), граф на Глайхен-Хаймбург, женен I. 1394/16 март 1405 г. за графиня Ирмгард фон Регенщайн († 1414), II. сл. 1394 г. за Катарина фон Бланкенхайн
- Ернст VII фон Глайхен-Тона († 27 август 1414/19 януари 1415), женен I. пр. 29 ноември 1386 г. за Агнес фон Барби († 1395), II. на 25 април 1395 г. за Елизабет фон Валдек († 1423)
- Йохан I фон Глайхен († сл. 1385)
- Катарина фон Глайхен († сл. 28 юни 1411), омъжена пр. 2 август 1402 г. за Фридрих IV фон Орламюнде-Дройсиг-Гроитцш († 1402/1405), син на граф Фридрих III фон Орламюнде
- Агнес фон Глайхен († 18 октомври 1427), омъжена пр. 13 февруари 1412 г. за граф Хайнрих фон Вернигероде († 1429)